# جام بین قاره‌ای (۲۰۰۴–۱۹۶۰)
جام اروپا/آمریکای جنوبی که بیشتر به عنوان جام بین قاره‌ای فوتبال شناخته می‌شود و از سال ۱۹۸۰ تا ۲۰۰۴ به عنوان جام اروپا/آمریکای جنوبی تویوتا (مخفف جام تویوتا) به دلایل حمایت مالی شناخته می‌شد، یک رقابت بین‌المللی فوتبال بود که توسط یوفا و کونمبول برگزار شد. این تورنمنت بین باشگاه‌های نماینده این کنفدراسیون‌ها (نمایندگان پیشرفته‌ترین قاره‌های جهان فوتبال)، معمولاً برندگان لیگ قهرمانان اروپا و جام لیبرتادورس برگزار می‌شد. از سال ۱۹۶۰ تا ۲۰۰۴ اجرا شد، اما بعد از آن، جای خود را به جام باشگاه‌های فوتبال جهان داد؛ اگرچه هر دو به‌طور همزمان در سال‌های ۱۹۹۹–۲۰۰۰ برگزار شدند.
از زمان تشکیل آن در سال ۱۹۶۰ تا ۱۹۷۰، این مسابقات به صورت رفت و برگشت برگزار شد و تا سال ۱۹۶۸ در صورت تساوی دو تیم، بازی پلی‌آف و بعداً ضربات پنالتی انجام شد. در طول دهه ۱۹۷۰، شرکت اروپا در جام بین قاره‌ای به دلیل رویدادهای بحث‌برانگیز در مسابقه ۱۹۶۹، به یک سؤال در حال اجرا تبدیل شد، و برخی از تیم‌های قهرمان جام اروپایی کنار رفتند. از سال ۱۹۸۰، این رقابت تغییر نام داد و به عنوان یک مسابقه منفرد در ژاپن برگزار شد، منطقه‌ای بی‌طرف برای هر دو شرکت کننده در نظر گرفته شد، و توسط شرکت خودروسازی چندملیتی تویوتا، که یک جایزه ثانویه، جام تویوتا را ارائه کرد، حمایت مالی شد. در آن مرحله، اتحادیه فوتبال ژاپن در سطح لجستیک به عنوان میزبان درگیر بود، اگرچه همچنان توسط یوفا و کونمبول تأیید شد.
اولین برنده جام، رئال مادرید اسپانیا بود که در سال ۱۹۶۰ پنیارول اروگوئه را شکست داد. آخرین برنده تیم پورتو پرتغال بود که در ضربات پنالتی تیم کلمبیایی اونس کالداس را در سال ۲۰۰۴ شکست داد. مسابقات در سال ۲۰۰۴ به پایان رسید و با جام باشگاه‌های جهان فیفا در سال ۲۰۰۵ ادغام شد.

## تاریخچه

### شروع
طبق گزارش روزنامه برزیلی تریبونا ده امپرنسا در سال ۱۹۵۸، ایده جام بین قاره‌ای در سال ۱۹۵۸ در گفتگو بین رئیس وقت اتحادیه فوتبال برزیل، ژائو هاولانژ و روزنامه‌نگار فرانسوی ژاک گودت مطرح شد. اولین اشاره به ایجاد جام‌های بین قاره‌ای و جام لیبرتادورس توسط روزنامه‌های برزیل و اسپانیا در ۹ اکتبر ۱۹۵۸ منتشر شد و با اشاره به اعلام هاولانژ در مورد پروژه ایجاد چنین مسابقاتی که او در جلسه یوفا به عنوان مدعی در آن شرکت کرد بیان کرد. قبل از این اعلامیه، رئال مادرید، قهرمان اروپا، تنها یک رقابت باشگاهی بین قاره‌ای یعنی جام پاریس ۱۹۵۷ بازی کرد (آنها همچنین در جام باشگاه‌های جهان کوچک ۱۹۵۶ بازی کردند، اما قبل از اینکه قهرمان اروپا شوند، شرکت در آن را برنامه‌ریزی کردند). بر اساس یک ضبط ویدیویی فرانسوی از نکات مهم بازی فینال جام پاریس ۱۹۵۷، بین رئال مادرید و واسکو دوگاما، این اولین بازی بود که تا به حال به عنوان «بهترین تیم اروپا در برابر بهترین تیم آمریکای جنوبی» لقب گرفته است. رئال مادرید قهرمان اروپا و واسکو قهرمان برزیل (در واقع ریو دو ژانیرو) بود. این مسابقه در پارک د پرنس برگزار شد و سپس توسط ژاک گودت اداره می‌شد و به همین دلایل مدیران واسکو دوگاما ادعا کرده‌اند که بازی ۱۹۵۷ و پیروزی برزیل در جام جهانی ۱۹۵۸ بر اروپایی‌ها بر اهمیت فوتبال آمریکای جنوبی تأثیر گذاشته است و بنابراین ایده در سال ۱۹۵۸ برای ایجاد جام بین قاره‌ای (رئال مادرید از شرکت در جام پاریس ۱۹۵۸ امتناع کرد، زیرا تنها ۵ روز قبل از فینال جام اروپا ۱۹۵۷/۱۹۵۸ برگزار شد). بازی رئال مادرید و واسکو در سال ۱۹۵۷ توسط مطبوعات برزیل به عنوان «شبیه‌سازی بازی جام باشگاه‌های جهان» توصیف شد، مانند بازی دوستانه ژوئن ۱۹۵۹ بین رئال مادرید و قهرمان تورنیو ریو - سائوپائولو، سانتوس، که رئال مادرید ۵–۳ برنده شد.
در سال ۱۹۶۰ به ابتکار کنفدراسیون اروپا (یوفا) و با حمایت کونمبول، جام اروپا/آمریکای جنوبی، که به عنوان جام بین قاره‌ای نیز شناخته می‌شود، توسط برندگان جام باشگاه‌های قهرمان اروپا و برندگان جام لیبرتادورس تازه تأسیس شده برگزار شد. این رقابت توسط فیفا تأیید نشد، و در سال ۱۹۶۱ فیفا از برگزاری آن امتناع کرد، مگر اینکه شرکت کنندگان به آن وضعیت «بازی دوستانه خصوصی» بدهند. با این حال، رقابت بدون در نظر گرفتن، با تأیید یوفا و کونمبول، که هر دو هر نسخه از مسابقات را در سوابق خود گنجانده‌اند، ادامه یافت. این زاییده فکر هانری دلونه، رئیس یوفا بود، که همچنین به ژول ریمه در اجرای افتتاحیه جام جهانی فوتبال ۱۹۳۰ کمک کرد. در ابتدا بیش از دو بازی انجام شد و در صورت نیاز به بازی سوم در سال‌های اولیه (زمانی که تفاضل گل به حساب نمی‌آمد)، رقابت بسیار پرتلاطم بود. اولین برنده این رقابت‌ها باشگاه رئال مادرید اسپانیا بود. رئال مادرید موفق شد تیم اروگوئه‌ای پنیارول را ۰–۰ در مونته‌ویدئو و ۵–۱ در مادرید شکست دهد و پیروز شود.
پس از پیروزی رئال مادرید در اولین جام بین قاره‌ای، روزنامه بارسلونا ال موندو دپورتیوو از تیم مادریدی به عنوان اولین باشگاه قهرمان جهان تقدیر کرد. اگرچه آنها اشاره کردند که این رقابت‌ها «شامل آفریقایی‌ها، آسیایی‌ها و سایر کشورهای عضو فیفا نمی‌شود»، اما همچنین ابراز تردید کردند که این مناطق فوتبالی کیفیتی مشابه اروپا و آمریکای جنوبی ارائه دهند. اسپانیایی‌ها خود را قهرمان جهان می‌دانستند تا اینکه فیفا وارد عمل شد و اعتراض کرد. فیفا با استناد به اینکه این مسابقات هیچ قهرمان دیگری از سایر کنفدراسیون‌ها را شامل نمی‌شود، اظهار داشت که آنها فقط می‌توانند ادعا کنند که قهرمان بین قاره‌ای مسابقاتی هستند که بین دو سازمان برگزار می‌شود. پنیارول سال بعد دوباره ظاهر شد و پس از شکست دادن تیم پرتغالی بنفیکا در پلی‌آف، پیروز شد. پس از برد ۱–۰ توسط اروپایی‌ها در لیسبون و شکست ۵–۰ آنها توسط تیم آمریکای جنوبی، بازی پلی‌آف در ورزشگاه سنتناریو باعث شد که تیم میزبان با نتیجه ۲–۱ پیروز شود تا اولین تیم آمریکای جنوبی باشد که در این رقابت‌ها پیروز شده است.
در سال ۱۹۶۲ این مسابقات به دلیل فوتبال عالی تیم سانتوس به رهبری پله، بیشتر مورد توجه جهانی قرار گرفت. برخی آنها را بهترین تیم باشگاهی در تمام دوران‌ها می‌دانند. سانتوس که در آن دوران جهان را خیره کرد و ستارگانی مانند ژیلمار، مائورو، منگالویو، کوتینیو و پپه را در خود جای داد، پس از شکست ۳–۲ بنفیکا در ریو دو ژانیرو و شکست دادن اروپایی‌ها با نتیجه ۲–۵ در ورزشگاه دا لوز عنوان قهرمانی را به دست آورد. سانتوس در سال ۱۹۶۳ با آث میلان بازی کرد و با موفقیت از عنوان قهرمانی دفاع کرد. پس از پیروزی ۴–۲ هر تیم در بازی‌های خانگی مربوط خود، یک بازی پلی‌آف در ماراکانا باعث شد که سانتوس پس از یک پیروزی محکم ۱–۰، عنوان قهرمانی را حفظ کند. این رقابت مورد توجه سایر قاره‌ها قرار گرفت. کنفدراسیون آمریکای شمالی و مرکزی، کونکاکاف، در میان دلایل دیگر، برای تلاش برای مشارکت باشگاه‌های آمریکای شمالی مرکزی در جام لیبرتادورس، و در نتیجه در جام بین قاره‌ای ایجاد شد. رقیب دیرینه آث میلان، اینتر میلان، به قهرمانی در جام‌های بین قاره‌ای ۱۹۶۴ و ۱۹۶۵ ادامه دادند و در هر دو نوبت باشگاه ایندیپندنته آرژانتینی را شکست دادند. پنیارول انتقام باخت خود را در سال ۱۹۶۰ با شکست دادن رئال مادرید در مجموع ۴–۰ در سال ۱۹۶۶ گرفت.

### خشونت
با این حال، در نتیجه خشونت‌هایی که اغلب در جام لیبرتادورس توسط باشگاه‌های آرژانتین و اروگوئه در دهه ۱۹۶۰ انجام می‌شد، اختلافات با کونمبول، فقدان انگیزه‌های مالی و نحوه برخورد خشونت‌آمیز، وحشیانه و بحث‌برانگیز با تیم ملی برزیل در جام جهانی فوتبال ۱۹۶۶ توسط تیم‌های اروپایی، فوتبال برزیل - از جمله تیم‌های باشگاهی آن - از شرکت در مسابقات بین‌المللی در اواخر دهه ۱۹۶۰، از جمله جام لیبرتادورس و در نتیجه جام بین قاره‌ای خودداری کردند. در طول این مدت، رقابت با بازی خشونت‌آمیز، شدید شد. مشکلات تقویم، اعمال وحشیانه، حتی در زمین مسابقه، و تحریم‌ها وجهه آن را خدشه‌دار کردند تا جایی که اصلاً حکمت سازماندهی آن را زیر سؤال بردند. 

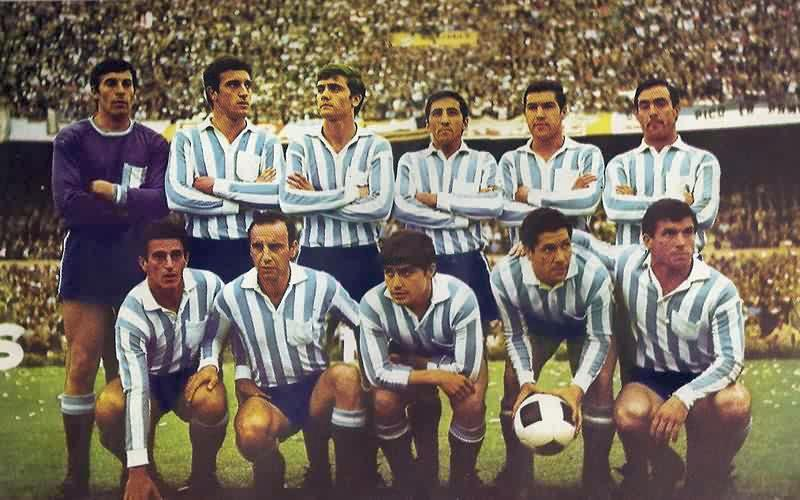
راسینگ آرژانتین قهرمان جام بین قاره‌ای ۱۹۶۷

بازی‌های سال ۱۹۶۷ بین باشگاه راسینگ آرژانتین و سلتیک اسکاتلند با خشونت همراه بود و سومین بازی سرنوشت‌ساز پس از اخراج سه بازیکن از تیم اسکاتلندی و دو بازیکن از تیم آرژانتین، «نبرد مونته‌ویدئو» نام گرفت. بازیکن چهارم سلتیک نیز در پایان بازی اخراج شد، اما در میان هرج و مرج او با ماندن در بازی از بین رفت.

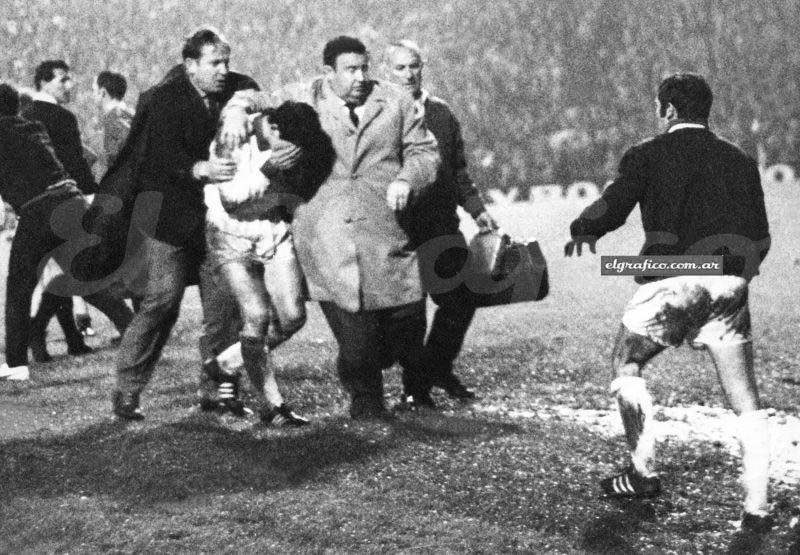
برخی از لحظات سخت در بازی سال ۱۹۶۸ بین منچستریونایتد و استودیانتس در الدترافورد، خوزه مدینا (صورتش را پوشانده) پس از درگیری با جورج بست از زمین اخراج شد

فصل بعد، تیم آرژانتینی استودیانتس با منچستر یونایتد انگلیس روبرو شد که در بازی برگشت استودیانتس در صدر یک سری بداخلاق قرار گرفت. اما این وقایع سال ۱۹۶۹ بود که به یکپارچگی مسابقات لطمه زد.

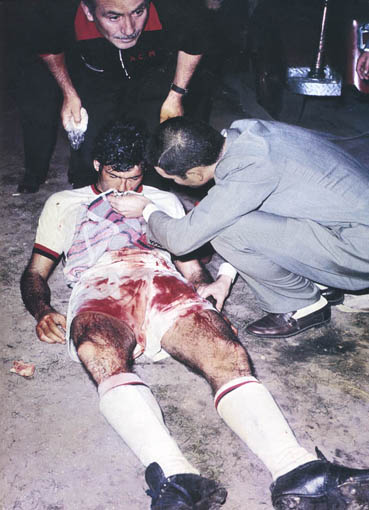
نستور کومبا از آث میلان پس از یک سریال وحشیانه علیه استودیانتس در سال ۱۹۶۹ خونین و بیهوش شد.

پس از پیروزی ۳–۰ در سن سیرو، آث میلان به بوئنوس آیرس رفت تا با استودیانتس در لا بومبونرا بازی کند. بازیکنان استودیانتس در حالی که هواداران‌شان از داخل تونل بیرون آمدند، در حالی که بدنشان را گرم می‌کردند، توپ‌هایی را به تیم آث میلان زدند و قهوه داغ روی ایتالیایی‌ها ریخته شد. استودیانتس برای ترساندن تیم میلانی به آرنج و حتی سوزن زدن به آنها متوسل شد. پیرینو پراتی بیهوش شد و با وجود ضربه مغزی خفیف برای ۲۰ دقیقه دیگر ادامه داد. آلبرتو پولتی، دروازه‌بان استودیانتس نیز جانی ریورا را مشت زد، اما بدترین رفتار برای نستور کومبا، مهاجم آرژانتینی الاصل، که در طرف مقابل بازی بین قاره‌ای با اتهامات خائن بودن مواجه شده بود، انجام شد.
کومبا توسط پولتی به صورتش کوبیده شد و بعداً بینی و استخوان گونه‌اش توسط آرنج رامون آگویر سوارز شکسته شد. کومبا خون آلود و شکسته از سوی داور درخواست شد تا به زمین بازگردد اما بیهوش شد. در حالی که کومبا بیهوش بود، توسط پلیس آرژانتین به اتهام طفره رفتن از سربازی دستگیر شد، زیرا در این کشور خدمت سربازی نکرده بود. بازیکن مجبور شد یک شب را در سلول بگذراند و در نهایت پس از توضیح اینکه او به عنوان یک شهروند فرانسوی شرایط خدمات ملی را برآورده کرده بود، آزاد شد. استودیانتس بازی را ۲–۱ برد اما میلان در مجموع عنوان قهرمانی را به دست آورد.
روزنامه ایتالیایی لاگاتزتا دلو اسپورت به آن لقب «نود دقیقه شکار انسان» را داد. مطبوعات آرژانتینی با «حق با انگلیسی‌هاست» پاسخ دادند - اشاره‌ای به توصیف معروف آلف رمزی از تیم ملی فوتبال آرژانتین به‌عنوان «حیوانات» در طول جام جهانی فوتبال ۱۹۶۶. اتحادیه فوتبال آرژانتین تحت فشار شدید بین‌المللی، دست به اقدامات سختگیرانه زد. رئیس‌جمهور آرژانتین، دیکتاتور نظامی خوان کارلوس اونگانیا، اسکار فراری نماینده استودیانتس را احضار کرد و خواستار «شدیدترین اقدامات مناسب برای دفاع از نام نیک ورزش ملی شد. این نمایشی تاسف بار بود که اکثر هنجارهای اخلاق ورزشی را زیر پا گذاشت». پولتی مادام العمر از این ورزش محروم شد، سوارز ۳۰ بازی و ادواردو مانارا ۲۰ بازی محروم شدند که اولی و دومی یک ماه در زندان سپری کردند.

### تنزل
به دلیل وحشیگری در مسابقه سال ۱۹۶۷، فیفا برای تعیین پنالتی و تنظیم مسابقات فراخوانده شد. با این حال، فیفا اعلام کرد که نمی‌تواند مقرراتی را در مسابقاتی که سازماندهی نکرده است، وضع کند. اگرچه این رقابت توسط یوفا و کونمبول تأیید شد، رنه کورته، دبیرکل فیفا، اندکی پس از آن (۱۹۶۷) مقاله‌ای نوشت و بیان کرد که فیفا این رقابت را به عنوان «بازی دوستانه اروپا و آمریکای جنوبی» می‌بیند. بیانیه کورت توسط رئیس وقت فیفا، سر استنلی راس تأیید شد، که سپس اظهار داشت که فیفا جام بین قاره‌ای را به عنوان یک بازی دوستانه می‌بیند. پس از این اظهارات بحث‌برانگیز، روزنامه مادرید ای‌بی‌سی سپس اشاره کرد که، اگرچه جام بین قاره‌ای توسط فیفا تأیید نشده است، اما توسط یوفا و کونمبول تأیید شده است، بنابراین یک جام «حوزه قضایی بین قاره‌ای» است. با این حال، با برگزاری رقابت‌های باشگاهی آسیا و آمریکای شمالی، فیفا ایده نظارت بر جام بین قاره‌ای را در صورتی که آن کنفدراسیون‌ها را شامل شود، باز کرد که با واکنش منفی کنفدراسیون‌های شرکت‌کننده، یوفا و کونمبول مواجه شد. به گفته استنلی راس، کونکاکاف و ای‌اف‌سی در سال ۱۹۶۷ درخواست شرکت در جام بین قاره‌ای را داده بودند که توسط یوفا و کونمبول رد شد. در سال ۱۹۷۰، گردهمایی کمیته اجرایی فیفا پیشنهادی را برای گسترش جام بین قاره‌ای به جام باشگاه‌های جهان با حضور باشگاه‌های نماینده هر کنفدراسیون قاره‌ای موجود، ارائه کرد. با این وجود، برخی از قهرمانان اروپا پس از حوادث سال ۱۹۶۹ شروع به کاهش حضور در مسابقات کردند.

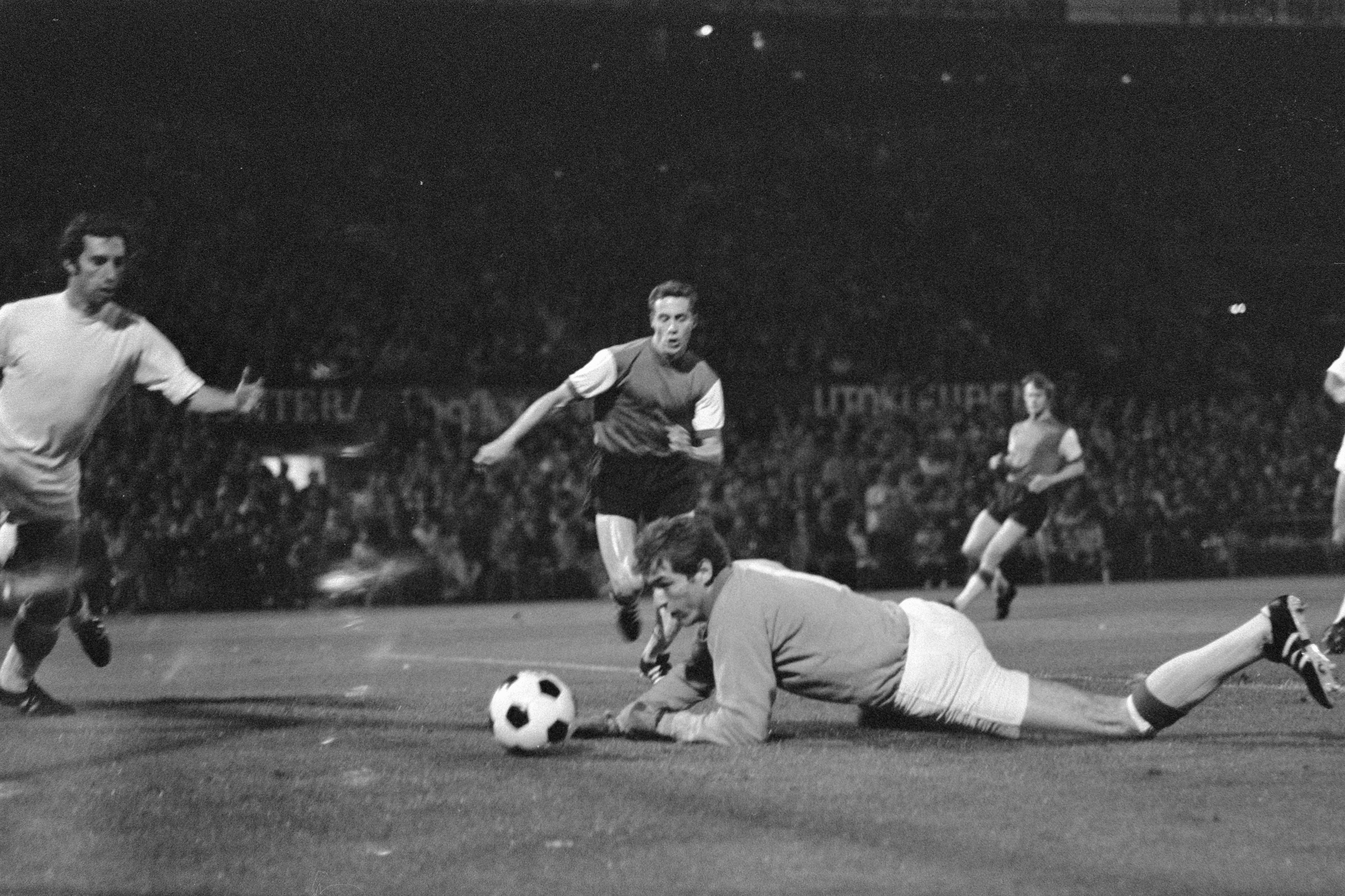
لحظه‌ای از بازی فاینورد و استودیانتس، ۹ سپتامبر ۱۹۷۰

استودیانتس در فصل بعد با تیم هلندی فاینورد روبرو شد که تیم هلندی پیروز شد. اسکار مالبرنات عینک یوپ ون دیل را شکاند و آنها را زیر پا گذاشت و ادعا کرد که او «اجازه بازی با عینک را ندارد». تیم هلندی آژاکس، قهرمان جام باشگاه‌های اروپا ۷۱–۱۹۷۰، از رویارویی با ناسیونال اروگوئه به دلیل خشونت در بازی‌های قبلی امتناع کرد که منجر به حضور پاناتینایکوس، نایب قهرمان اروپا در آن سال شد. ترس آژاکس در مورد بازی وحشیانه ناسیونال تأیید شد. خولیو مورالس مهاجم اروگوئه‌ای در اولین بازی در آتن با ضربه‌ای وحشیانه پای یانیس توماراس را شکست. به گزارش مطبوعات یونانی آن زمان، صدای شکستگی تا سکوها شنیده شد. مدافع یونانی روی زمین سقوط کرد و بیهوش به بیرون زمین منتقل شد. تشخیص پزشکی شکستگی استخوان درشت نی و نازک‌نی بود، آسیبی که عملاً به کار او پایان داد. ناسیونال در مجموع ۳–۲ این سری را برد.

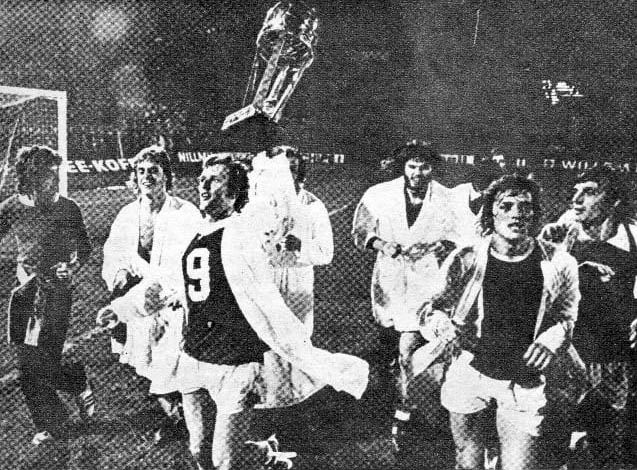
تیم هلندی آژاکس در سال ۱۹۷۲ مقابل باشگاه آرژانتینی ایندپندینته پیروز شد

آژاکس در سال ۱۹۷۲ در برابر ایندپندینته بازی کرد. ورود تیم به بوئنوس آیرس بسیار خصمانه بود: یوهان کرایف چندین بار از طرف شرکت‌های هوادار محلی ایندیپندینته تهدید به مرگ شد. به دلیل بی‌تفاوتی پلیس آرژانتین، مدیر آژاکس، اشتفان کوواچ، جزئیات امنیتی اضطراری سازمان‌دهی شده را برای مرد هلندی به سرپرستی خودش و یکی از اعضای تیم، بری هالشوف، که مردی بزرگ و تنومند توصیف می‌کرد، تعیین کرد. در بازی رفت در آویاندا، کرایف در دقیقه ۵ دروازه را باز کرد. در نتیجه، دانته میرکولی چند دقیقه بعد با یک تکل شریرانه تلافی کرد. کرایف برای ادامه کار خیلی مجروح شد و تیم هلندی متوجه شد که با تکل و مشت مورد حمله قرار گرفته است. کواچ مجبور شد تیمش را متقاعد کند که در نیمه‌وقت بازی کند زیرا بازیکنانش می‌خواستند کنار بکشند. آژاکس یک تساوی ۱–۱ را به‌دست‌آورد و در آمستردام ۳–۰ برنده شد و جام را برد. اگرچه آژاکس مدافع عنوان قهرمانی بود، اما یک سال بعد پس از اینکه ایندپندینته دوباره لیبرتادورس را برد، دوباره از شرکت در مسابقات امتناع کرد، و آن را به یوونتوس، نایب قهرمان جام باشگاه‌های اروپا، واگذار کرد تا در فینال تک‌بازی بازی کند که آرژانتینی‌ها برنده شدند.

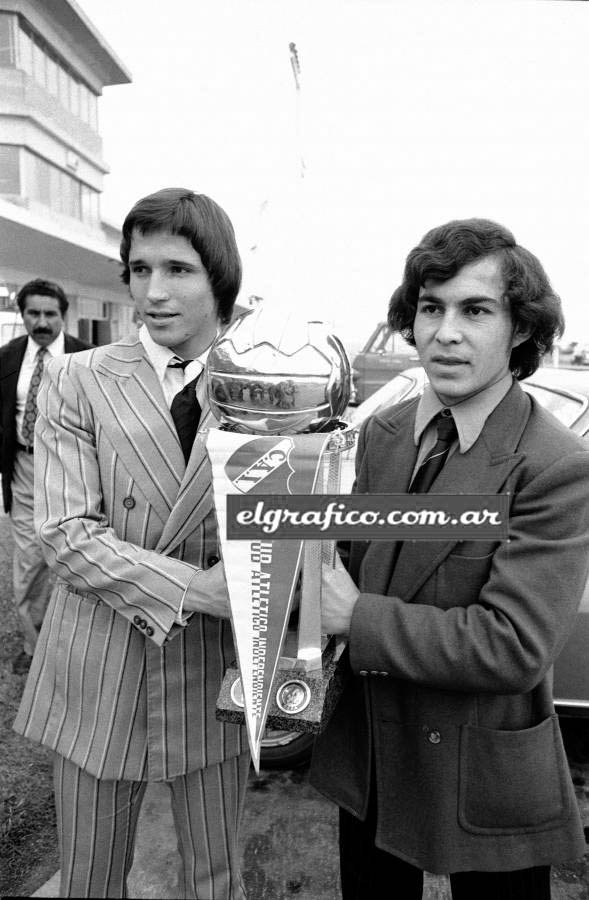
دنیل برتونی (چپ) و ریکاردو بوچینی با جام بین قاره‌ای که در سال ۱۹۷۳ مقابل یوونتوس به دست آوردند

همچنین در سال ۱۹۷۳، روزنامه فرانسوی لکیپ که به تولد جام باشگاه‌های اروپا کمک کرد، داوطلبانه اسپانسر جام باشگاه‌های جهان شد که توسط قهرمانان اروپا، آمریکای جنوبی، آمریکای مرکزی و شمالی و آفریقا برگزار می‌شد. این رقابت احتمالاً بین سپتامبر و اکتبر ۱۹۷۴ در پاریس برگزار می‌شد و در نهایت یک فینال در پارک د پرنس برگزار می‌شد. این پیشنهاد که توسط کونمبول حمایت شد، به دلیل منفی بودن نظر اروپایی‌ها رد شد. در سال ۱۹۷۴، ژائو هاولانژ به عنوان رئیس فیفا انتخاب شد و پیشنهاد ایجاد یک جام جهانی باشگاه‌های چند قاره‌ای را ارائه کرد. در سال ۱۹۷۵، لکیپ بار دیگر پیشنهاد خود در سال ۱۹۷۳ را ارائه کرد، اما باز هم فایده‌ای نداشت.
باشگاه بایرن مونیخ آلمان غربی نیز در سال ۱۹۷۴ از بازی کردن خودداری کرد زیرا ایندپندینته دوباره واجد شرایط شرکت در این مسابقه شد. نایب قهرمان اروپا، اتلتیکو مادرید از اسپانیا، در مجموع ۲–۱ رقابت را برد. بار دیگر، ایندپندینته واجد شرایط برای شرکت در ۱۹۷۵ بود؛ این بار، هر دو فینالیست جام باشگاه‌های اروپا از شرکت در مسابقات امتناع کردند و مسابقات برگزار نشد. در همان سال، لکیپ یک بار دیگر تلاش کرد تا یک جام جهانی باشگاه‌ها را ایجاد کند که در آن شرکت‌کنندگان عبارت بودند از: چهار نیمه‌نهایی جام باشگاه‌های اروپا، هر دو فینالیست جام لیبرتادورس، و همچنین قهرمان آفریقا و آسیا. . با این حال، یوفا یک بار دیگر این پیشنهاد را رد کرد.
در سال ۱۹۷۶، زمانی که تیم برزیلی کروزیرو قهرمان جام لیبرتادورس شد، قهرمان اروپا بایرن مونیخ با میل خود در این رقابت شرکت کرد و باواریایی‌ها در مجموع ۲–۰ پیروز شدند. دتمار کرامر، مدیر بایرن در مصاحبه با جورنال دو برزیل، این موضوع را رد کرد که خودداری بایرن از بحث در مورد جام‌های بین قاره‌ای ۱۹۷۴ و ۱۹۷۵ ناشی از اتفاقات اخیر در تیم‌های آرژانتینی بود. او ادعا کرد که این یک برنامه‌ریزی غیرممکن بود، بلکه باعث شد آلمانی‌ها شرکت نکنند. وی همچنین اعلام کرد که این مسابقات به دلیل بی‌علاقگی هواداران این تیم به جام از نظر اقتصادی سودمند نبود. برای پوشش هزینه‌های بازی رفت در ورزشگاه المپیک مونیخ، برگزارکنندگان باید حداقل ۲۵٬۰۰۰ تماشاگر داشته باشند. با این حال، به دلیل برف سنگین و هوای سرد، تنها ۱۸٬۰۰۰ نفر حاضر شدند. به دلیل این کسری، کرامر اظهار داشت که اگر بایرن دوباره قهرمان جام باشگاه‌های اروپا شود، از شرکت در آن خودداری می‌کند، زیرا هیچ تضمینی در مورد درآمد نداشت.

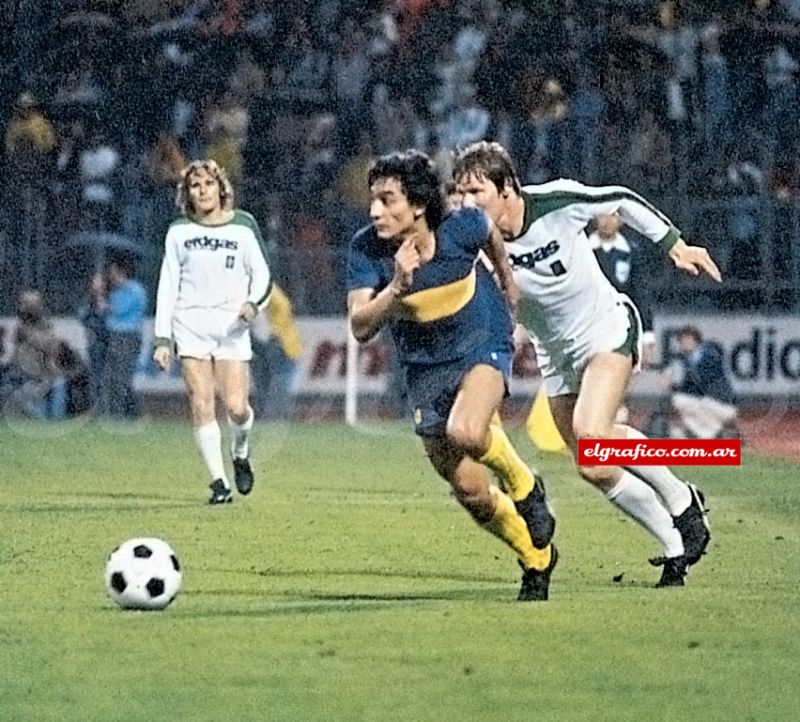
بوکا جونیورز آرژانتینی پس از اینکه قهرمان اروپا، لیورپول از شرکت در دوره ۱۹۷۷ خودداری کرد، با بروسیا مونشن گلادباخ آلمان غربی بازی کرد. در تصویر، خوزه لوئیس سالیناس در حال حمل توپ است

تیم آرژانتینی بوکا جونیورز به مسابقات ۱۹۷۷ و ۱۹۷۸ که قهرمان اروپا، باشگاه انگلیسی لیورپول، در هر دو مورد از شرکت در مسابقات خودداری کرد، راه یافت. در سال ۱۹۷۷، بوکا جونیورز نایب قهرمان جام باشگاه‌های اروپا، باشگاه آلمانی بروسیا مونشن گلادباخ را در مجموع ۵–۲ شکست داد. بوکا جونیورز از رویارویی با باشگاه بلژیکی کلوب بروژ در سال ۱۹۷۸ امتناع کرد و رقابت‌های آن سال را بلامنازع کرد. الیمپیا پاراگوئه در سال ۱۹۷۹ در مقابل نایب قهرمان جام باشگاه‌های اروپا، تیم سوئدی مالمو، پس از پیروزی در هر دو بازی پیروز شد. با این حال، اعتبار رقابت به شدت کاهش یافته بود. پس از پیروزی ۰–۱ تیم آمریکای جنوبی در بازی اول در مالمو، که کمتر از ۵٬۰۰۰ هوادار سوئدی در آن حضور داشتند، روزنامه اسپانیایی ال موندو دپورتیوو جام را «سگ بدون صاحب» نامید.

حقیقت این است که جام بین قاره‌ای یک رقابت تصادفی و بدون پایه است. مالک مشخصی ندارد، این به یک اجماع عجیب بستگی دارد و باشگاه‌های علاقه‌مند وسوسه نمی‌شوند که برای این پول کم ریسک کنند.

روزنامه اسپانیایی ال موندو دپورتیوو
طبق گزارش روزنامه برزیلی او استادیو ده سائوپائولو، قرارداد تأسیس کوپا اینترامریکانا در سال ۱۹۶۸ توسط کونمبول و کونکاکاف انجام شد و مشخص شد که باشگاه قهرمان جام بین‌قاره‌ای حق نمایندگی قاره آمریکا در جام بین‌قاره‌ای را دارد. به گزارش روزنامه‌های مکزیکی، پس از قهرمانی در مسابقات جام اینترامریکانا ۱۹۷۷ و ۱۹۸۰، باشگاه‌های مکزیکی آمریکا و اونیورسیداد ناسیونال و فدراسیون فوتبال مکزیک خواستار شرکت در جام بین قاره‌ای شدند، چه با نمایندگی قاره آمریکا در برابر قهرمان اروپا یا با ایجاد یک تورنمنت یوفا-کونمبول-کونکاکاف.

### تولد دوباره در ژاپن

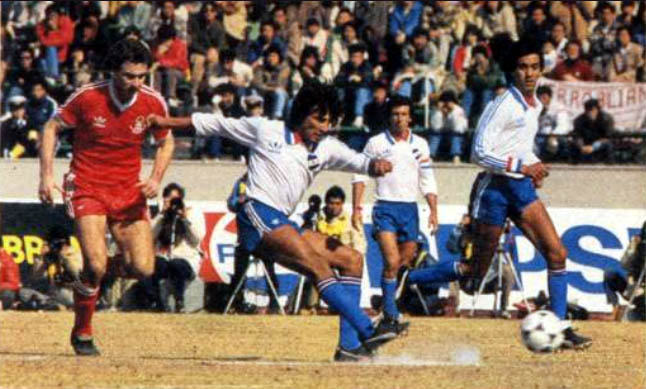
شوت والدمار ویکتورینو در بازی ۱۹۸۰ در بازی ناسیونال (برنده) مقابل ناتینگهام فارست که اولین باری بود که در ژاپن برگزار می‌شد

با مشاهده وخامت جام بین قاره‌ای، شرکت ژاپنی موتور تویوتا رقابت را زیر بال خود گرفت. تعهدات قراردادی برای برگزاری جام بین قاره‌ای در ژاپن یک بار در سال ایجاد کرد که در آن هر باشگاه شرکت کننده موظف بود در آن شرکت کند یا با عواقب قانونی روبرو شود. این فرمت مدرن هوای تازه‌ای را در این رقابت دمید که شاهد اهدای جام جدیدی همراه با جام بین قاره‌ای، جام تویوتا بود.
تویوتا، یوفا و هر شرکت کننده در جام باشگاه‌های اروپا برای محافظت از خود در برابر احتمال خروج از اروپا، قراردادهای سالانه امضا کردند که برندگان نهایی جام اروپا را ملزم به شرکت در جام بین قاره‌ای می‌کردند - به عنوان شرطی که یوفا برای شرکت باشگاه‌ها در این جام قید شده است. جام اروپا یا خطر مواجهه با شکایت بین‌المللی از سوی یوفا و تویوتا.

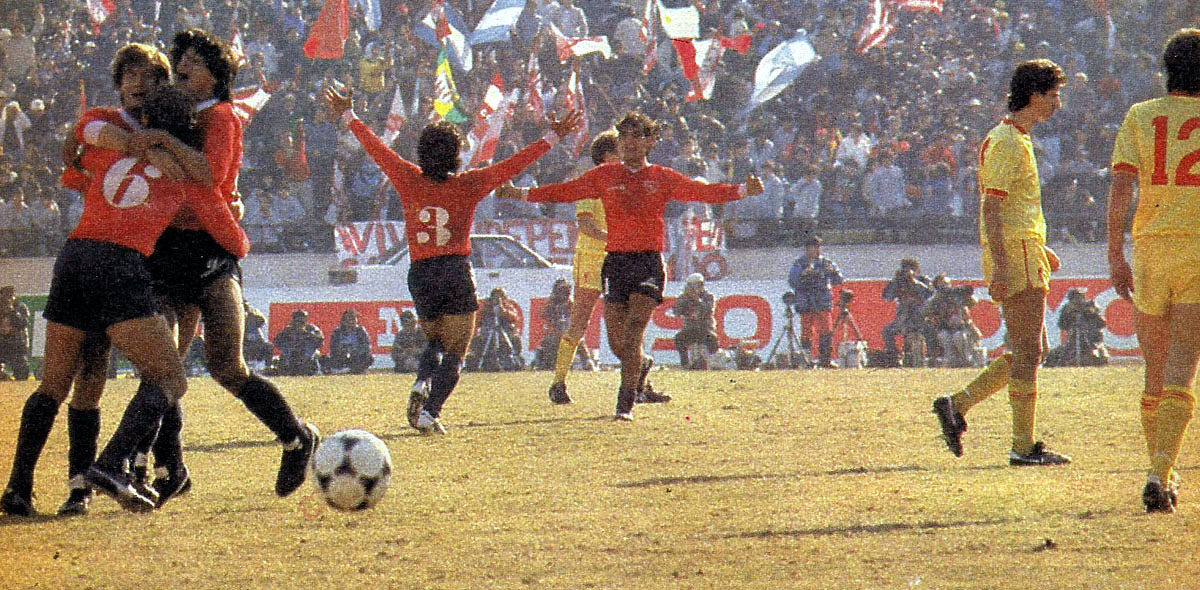
جشن پیروزی ایندپندینته آرژانتین در سال ۱۹۸۴ مقابل لیورپول

اولین جام تویوتا در سال ۱۹۸۰ برگزار شد که ناسیونال اروگوئه بر ناتینگهام فارست پیروز شد. دهه ۱۹۸۰ شاهد سلطه تیم‌های آمریکای جنوبی بود که فلامینگو و گرمیو برزیل، ناسیونال و پنیارول اروگوئه، ایندپندینته و ریور پلاته آرژانتین هر کدام یک بار پس از پیروزی ناسیونال در سال ۱۹۸۰ غنایم را به دست آوردند. فقط یوونتوس، پورتو و آث میلان توانستند جام بین قاره‌ای اروپا را در این دهه به ارمغان بیاورند.
در آن دهه، اتحادیه فوتبال انگلیس تلاش کرد تا جام باشگاه‌های جهان را با حمایت مالی شرکت وست نالی سازماندهی کند ولی این پیشنهاد توسط یوفا سرنگون شد.
دهه ۱۹۹۰ اما تحت سلطه تیم‌های اروپایی بود، زیرا آث میلان، ستاره سرخ بلگراد، آژاکس، یوونتوس، رئال مادرید، منچستر یونایتد و بروسیا دورتموند تازه‌وارد در مقابل ستاره‌های آمریکای جنوبی به پیروزی رسیدند. تنها سه عنوان به آمریکای جنوبی رسید، سائوپائولو (دو بار) و ولز سارسفیلد برنده شدند، هر یک از آنها یک بار آث میلان را شکست دادند و اولین پیروزی سائوپائولو برابر بارسلونا بود.
در دهه ۲۰۰۰، بوکا جونیورز دو بار برای آمریکای جنوبی قهرمان رقابت‌ها شد، در حالی که پیروزی‌های اروپایی‌ها از بایرن مونیخ، رئال مادرید و پورتو به دست آمد. جام بین قاره‌ای ۲۰۰۴ آخرین دوره رقابت‌ها بود، زیرا این رقابت با جام باشگاه‌های جهان فیفا ادغام شد.

## مشارکت بین‌المللی
تمام تیم‌های برنده جام بین قاره‌ای بالفعل به عنوان «قهرمانان باشگاهی جهان» در نظر گرفته می‌شدند. بر اساس برخی متون سایت فیفا، با توجه به برتری در سطح ورزشی باشگاه‌های اروپا و آمریکای جنوبی نسبت به سایر نقاط جهان که پیش از این در مسابقات تیم‌های ملی منعکس شده بود، باشگاه‌های برنده جام بین قاره‌ای قهرمان جهان شدند و می‌توانند ادعا کنند که قهرمانان نمادین جهان هستند، در یک قهرمانی باشگاهی «نمادین»، در حالی که جام باشگاه‌های جهان بعد دیگری خواهد داشت، همان‌طور که مسابقه «واقعی» باشگاه‌های جهان ایجاد شد. زیرا با گذشت زمان و توسعه فوتبال در خارج از اروپا و آمریکای جنوبی، ادامه دادن عنوان نمادین قهرمان جهان به برندگان جام بین قاره‌ای «غیرواقعی» شده بود. ایده گسترش آن برای اولین بار در سال ۱۹۶۷ توسط استنلی روس به عنوان کونکاکاف ذکر شد و ای‌اف‌سی مسابقات باشگاهی قاره‌ای خود را تأسیس کرد و درخواست شرکت کرد، گسترشی که تنها در سال ۲۰۰۰ تا مسابقات جام باشگاه‌های جهان ۲۰۰۰ رخ داد. با این وجود، برخی از قهرمانان اروپا پس از رویدادهای سال ۱۹۶۹ شروع به کاهش حضور در مسابقات کردند. اگرچه جام بین قاره‌ای به عنوان یک قهرمانی باشگاهی جهان «نمادین» یا عملاً به‌عنوان یک قهرمانی باشگاهی شناخته می‌شود، اما جام بین‌قاره‌ای همیشه یک عنوان رسمی در سطح بین‌کنفدراسیون‌ها بوده است، هم یوفا و هم کونمبول همیشه تمام نسخه‌های مسابقه را به عنوان بخشی از افتخارات خود در نظر می‌گرفتند.

## رسمیت از فیفا
در طول تاریخ فوتبال، تلاش‌های مختلفی برای سازمان‌دهی تورنمنت‌هایی انجام شده است که «بهترین تیم باشگاهی جهان» را شناسایی می‌کند؛ مانند مسابقات قهرمانی فوتبال جهان، جام سیر توماس لیپتون، کوپا ریو، جام باشگاه‌های جهان کوچک و لیگ بین‌المللی فوتبال. اما به دلیل عدم علاقه فیفا یا ناتوانی در سازماندهی مسابقات باشگاهی هیچ‌وقت به رسمیت شناخته نشدند. جام بین قاره‌ای توسط فیفا به عنوان سلف جام باشگاه‌های جهان فیفا که برای اولین بار در سال ۲۰۰۰ برگزار شد، در نظر گرفته می‌شود.
در ۲۷ اکتبر ۲۰۱۷، شورای فیفا در حالی که اتحاد آماری بین جام بین قاره‌ای و جام باشگاه‌های جهان را ترویج نکرد، با توجه به تاریخچه این دو تورنمنت (که در سال ۲۰۰۵ با هم ادغام شدند) عنوان جهانی را رسمی (دوژور) کرد. به رسمیت شناختن همه برندگان به عنوان قهرمانان باشگاه‌های جهان، با همان عنوان برندگان جام جهانی باشگاه‌های فیفا، یا «قهرمانان باشگاه‌های جهان فیفا».
فیفا جام بین قاره‌ای را به‌عنوان سلف مستقیم جام جهانی باشگاه‌ها به رسمیت می‌شناسد و قهرمانان هر دو رقابت‌های یادشده تنها کسانی هستند که به‌طور رسمی توسط فیفا به‌عنوان قهرمان باشگاه‌های جهان به رسمیت شناخته شده‌اند، همان‌طور که در کیت آماری جام جهانی باشگاه‌های فیفا، سند مسابقات باشگاهی فیفا دیده می‌شود.
در مورد درخواست به رسمیت شناختن جام باشگاه‌های جهان در سال ۱۹۵۱، به کوپا ریو مراجعه کنید.

## جام
در بالای جام رقابت‌ها عبارت «جام اروپا-آمریکای جنوبی» (Coupe Européenne-Sudamericaine) نوشته شده است. در پایه جام، لوگوی گرد یوفا و نقشه آمریکای جنوبی به صورت دایره‌ای وجود دارد.
در طی اسپانسرینگ توسط تویوتا، یک جایزه اضافی با عنوان «جام تویوتا» معمولاً به معاون تیم برنده اهدا می‌شد.

## فرمت مسابقات
از سال ۱۹۶۰ تا ۱۹۷۹ جام بین قاره‌ای به صورت دو بازی برگزار شد. بین سال‌های ۱۹۶۰ و ۱۹۶۸، جام فقط بر اساس امتیاز تعیین می‌شد، همان قالبی که توسط کونمبول برای تعیین برنده فینال جام لیبرتادورس تا سال ۱۹۸۷ استفاده شد. به دلیل این فرمت، زمانی که هر دو تیم در امتیاز برابر بودند، بازی سوم مورد نیاز بود. معمولاً این مسابقه به میزبانی قاره‌ای بود که آخرین بازی این سری در آن برگزار شد. از سال ۱۹۶۹ تا ۱۹۷۹، این تورنمنت روش استاندارد اروپایی را برای امتیازات مجموع با گل‌های خارج از خانه به کار گرفت.
از سال ۱۹۸۰، فینال به یک مسابقه تبدیل شد. تا سال ۲۰۰۱، مسابقات در ورزشگاه ملی توکیو برگزار می‌شد. فینال‌ها از سال ۲۰۰۲ در ورزشگاه بین‌المللی یوکوهاما، همچنین محل برگزاری فینال جام جهانی فوتبال ۲۰۰۲، برگزار شد.

## نتایج
در لیست زیر، رنگ سبز نشانه بازی پلی‌آف، رنگ زرد نشانه مجموع نتایج دو بازی و رنگ آبی نشانه ضربات پنالتی است.
| سال  | قهرمان           | بازی رفت     | بازی برگشت         | پلی‌آف/و. ا.        | نایب قهرمان          | ورزشگاه (بازی رفت)         | شهر (بازی رفت) | ورزشگاه (بازی برگشت) | شهر (بازی برگشت) | ورزشگاه (پلی‌آف)  | شهر (پلی‌آف)   |
| ---- | ---------------- | ------------ | ------------------ | ------------------ | -------------------- | -------------------------- | -------------- | -------------------- | ---------------- | ---------------- | ------------- |
| ۱۹۶۰ | رئال مادرید      | ۰–۰          | ۵–۱                | –                  | پنیارول              | سنتناریو                   | مونته‌ویدئو     | سانتیاگو برنابئو     | مادرید           | –                | –             |
| ۱۹۶۱ | پنیارول          | ۰–۱          | ۵–۰                | ۲–۱                | بنفیکا               | دا لوز                     | لیسبون         | سنتناریو             | مونته‌ویدئو       | سنتناریو         | مونته‌ویدئو    |
| ۱۹۶۲ | سانتوس           | ۳–۲          | ۵–۲                | –                  | بنفیکا               | ماراکانا                   | ریو دو ژانیرو  | دا لوز               | لیسبون           | –                | –             |
| ۱۹۶۳ | سانتوس           | ۲–۴          | ۴–۲                | ۱–۰                | آث میلان             | سن سیرو                    | میلان          | ماراکانا             | ریو دو ژانیرو    | ماراکانا         | ریو دو ژانیرو |
| ۱۹۶۴ | اینتر میلان      | ۰–۱          | ۲–۰                | ۱–۰ (وقت اضافه)    | ایندپندینته          | ایندپندینته                | آویاندا        | سن سیرو              | میلان            | سانتیاگو برنابئو | مادرید        |
| ۱۹۶۵ | اینتر میلان      | ۳–۰          | ۰–۰                | –                  | ایندپندینته          | سن سیرو                    | میلان          | ایندپندینته          | آویاندا          | –                | –             |
| ۱۹۶۶ | پنیارول          | ۲–۰          | ۲–۰                | –                  | رئال مادرید          | سنتناریو                   | مونته‌ویدئو     | سانتیاگو برنابئو     | مادرید           | –                | –             |
| ۱۹۶۷ | راسینگ           | ۰–۱          | ۲–۱                | ۱–۰                | سلتیک                | همپدن پارک                 | گلاسگو         | راسینگ               | آویاندا          | سنتناریو         | مونته‌ویدئو    |
| ۱۹۶۸ | استودیانتس       | ۱–۰          | ۱–۱                | ۲–۱                | منچستر یونایتد       | لا بومبونرا                | بوئنوس آیرس    | الدترافورد           | منچستر           | –                | –             |
| ۱۹۶۹ | آث میلان         | ۳–۰          | ۱–۲                | ۴–۲                | استودیانتس           | سن سیرو                    | میلان          | لا بومبونرا          | بوئنوس آیرس      | –                | –             |
| ۱۹۷۰ | فاینورد          | ۲–۲          | ۱–۰                | ۳–۲                | استودیانتس           | لا بومبونرا                | بوئنوس آیرس    | دکویپ                | روتردام          | –                | –             |
| ۱۹۷۱ | ناسیونال         | ۱–۱          | ۲–۱                | ۳–۲                | پاناتینایکوس         | کارایسکاکیس                | پیرئاس         | سنتناریو             | مونته‌ویدئو       | –                | –             |
| ۱۹۷۲ | آژاکس            | ۱–۱          | ۳–۰                | ۴–۱                | ایندپندینته          | ایندپندینته                | آویاندا        | المپیک آمستردام      | آمستردام         | –                | –             |
| ۱۹۷۳ | ایندپندینته      | ۱–۰          | –                  | –                  | یوونتوس              | المپیک رم                  | رم             | –                    | –                | –                | –             |
| ۱۹۷۴ | اتلتیکو مادرید   | ۰–۱          | ۲–۰                | ۲–۱                | ایندپندینته          | ایندپندینته                | آویاندا        | ویسنته کالدرون       | مادرید           | –                | –             |
| ۱۹۷۵ | (برگزار نشد)     | (برگزار نشد) | (برگزار نشد)       | (برگزار نشد)       | (برگزار نشد)         | (برگزار نشد)               | (برگزار نشد)   | (برگزار نشد)         | (برگزار نشد)     | (برگزار نشد)     | (برگزار نشد)  |
| ۱۹۷۶ | بایرن مونیخ      | ۲–۰          | ۰–۰                | ۲–۰                | کروزیرو              | المپیک مونیخ               | مونیخ          | مینیرو               | بلو هوریزونته    | –                | –             |
| ۱۹۷۷ | بوکا جونیورز     | ۲–۲          | ۳–۰                | ۵–۲                | بروسیا مونشن گلادباخ | لا بومبونرا                | بوئنوس آیرس    | ویلد پارک            | کارلسروهه        | –                | –             |
| ۱۹۷۸ | (برگزار نشد)     | (برگزار نشد) | (برگزار نشد)       | (برگزار نشد)       | (برگزار نشد)         | (برگزار نشد)               | (برگزار نشد)   | (برگزار نشد)         | (برگزار نشد)     | (برگزار نشد)     | (برگزار نشد)  |
| ۱۹۷۹ | الیمپیا          | ۱–۰          | ۲–۱                | ۳–۱                | مالمو                | ورزشگاه مالمو              | مالمو          | دیفنسورز دل چاکو     | آسونسیون         | –                | –             |
| ۱۹۸۰ | ناسیونال         | ۱–۰          | –                  | –                  | ناتینگهام فارست      | ورزشگاه ملی توکیو          | توکیو          | –                    | –                | –                | –             |
| ۱۹۸۱ | فلامینگو         | ۳–۰          | –                  | –                  | لیورپول              | ورزشگاه ملی توکیو          | توکیو          | –                    | –                | –                | –             |
| ۱۹۸۲ | پنیارول          | ۲–۰          | –                  | –                  | استون ویلا           | ورزشگاه ملی توکیو          | توکیو          | –                    | –                | –                | –             |
| ۱۹۸۳ | گرمیو            | ۲–۱          | –                  | –                  | هامبورگ              | ورزشگاه ملی توکیو          | توکیو          | –                    | –                | –                | –             |
| ۱۹۸۴ | ایندپندینته      | ۱–۰          | –                  | –                  | لیورپول              | ورزشگاه ملی توکیو          | توکیو          | –                    | –                | –                | –             |
| ۱۹۸۵ | یوونتوس          | ۲–۲          | وقت اضافه، ۴–۲ (پ) | وقت اضافه، ۴–۲ (پ) | آرژانتینوس جونیورز   | ورزشگاه ملی توکیو          | توکیو          | –                    | –                | –                | –             |
| ۱۹۸۶ | ریور پلاته       | ۱–۰          | –                  | –                  | استوا بخارست         | ورزشگاه ملی توکیو          | توکیو          | –                    | –                | –                | –             |
| ۱۹۸۷ | پورتو            | ۲–۱          | –                  | –                  | پنیارول              | ورزشگاه ملی توکیو          | توکیو          | –                    | –                | –                | –             |
| ۱۹۸۸ | ناسیونال         | ۲–۲          | وقت اضافه، ۷–۶ (پ) | وقت اضافه، ۷–۶ (پ) | آیندهوون             | ورزشگاه ملی توکیو          | توکیو          | –                    | –                | –                | –             |
| ۱۹۸۹ | آث میلان         | ۱–۰          | –                  | –                  | اتلتیکو ناسیونال     | ورزشگاه ملی توکیو          | توکیو          | –                    | –                | –                | –             |
| ۱۹۹۰ | آث میلان         | ۳–۰          | –                  | –                  | الیمپیا              | ورزشگاه ملی توکیو          | توکیو          | –                    | –                | –                | –             |
| ۱۹۹۱ | ستاره سرخ بلگراد | ۳–۰          | –                  | –                  | کولو-کولو            | ورزشگاه ملی توکیو          | توکیو          | –                    | –                | –                | –             |
| ۱۹۹۲ | سائوپائولو       | ۲–۱          | –                  | –                  | بارسلونا             | ورزشگاه ملی توکیو          | توکیو          | –                    | –                | –                | –             |
| ۱۹۹۳ | سائوپائولو       | ۳–۲          | –                  | –                  | آث میلان             | ورزشگاه ملی توکیو          | توکیو          | –                    | –                | –                | –             |
| ۱۹۹۴ | ولز سارسفیلد     | ۲–۰          | –                  | –                  | آث میلان             | ورزشگاه ملی توکیو          | توکیو          | –                    | –                | –                | –             |
| ۱۹۹۵ | آژاکس            | ۰–۰          | وقت اضافه، ۴–۳ (پ) | وقت اضافه، ۴–۳ (پ) | گرمیو                | ورزشگاه ملی توکیو          | توکیو          | –                    | –                | –                | –             |
| ۱۹۹۶ | یوونتوس          | ۱–۰          | –                  | –                  | ریور پلاته           | ورزشگاه ملی توکیو          | توکیو          | –                    | –                | –                | –             |
| ۱۹۹۷ | بروسیا دورتموند  | ۲–۰          | –                  | –                  | کروزیرو              | ورزشگاه ملی توکیو          | توکیو          | –                    | –                | –                | –             |
| ۱۹۹۸ | رئال مادرید      | ۲–۱          | –                  | –                  | واسکو دوگاما         | ورزشگاه ملی توکیو          | توکیو          | –                    | –                | –                | –             |
| ۱۹۹۹ | منچستر یونایتد   | ۱–۰          | –                  | –                  | پالمیراس             | ورزشگاه ملی توکیو          | توکیو          | –                    | –                | –                | –             |
| ۲۰۰۰ | بوکا جونیورز     | ۲–۱          | –                  | –                  | رئال مادرید          | ورزشگاه ملی توکیو          | توکیو          | –                    | –                | –                | –             |
| ۲۰۰۱ | بایرن مونیخ      | ۱–۰          | (وقت اضافه)        | (وقت اضافه)        | بوکا جونیورز         | ورزشگاه ملی توکیو          | توکیو          | –                    | –                | –                | –             |
| ۲۰۰۲ | رئال مادرید      | ۲–۰          | –                  | –                  | الیمپیا              | ورزشگاه بین‌المللی یوکوهاما | یوکوهاما       | –                    | –                | –                | –             |
| ۲۰۰۳ | بوکا جونیورز     | ۱–۱          | وقت اضافه، ۳–۱ (پ) | وقت اضافه، ۳–۱ (پ) | آث میلان             | ورزشگاه بین‌المللی یوکوهاما | یوکوهاما       | –                    | –                | –                | –             |
| ۲۰۰۴ | پورتو            | ۰–۰          | وقت اضافه، ۸–۷ (پ) | وقت اضافه، ۸–۷ (پ) | اونس کالداس          | ورزشگاه بین‌المللی یوکوهاما | یوکوهاما       | –                    | –                | –                | –             |

نکات مهم:
- بعد از اتفاقاتی که در جام بین قاره‌ای ۱۹۶۹ افتاد، قهرمان‌های جام باشگاه‌های اروپا از بازی کردن در این تورنمنت خودداری کردند.[۱۳۶]
- قهرمان جام باشگاه‌های اروپا ۷۱–۱۹۷۰ آژاکس هلند، جای خود را به پاناتینایکوس یونان داد.[۱۳۷]
- قهرمان جام باشگاه‌های اروپا ۷۳–۱۹۷۲ آژاکس هلند جای خود را به دلایل مالی به یوونتوس ایتالیا داد.[۱۳۸][۱۳۹]
- قهرمان جام باشگاه‌های اروپا ۷۴–۱۹۷۳ بایرن مونیخ آلمان، جای خود را به اتلتیکو مادرید اسپانیا داد.[۱۴۰]
- قهرمان جام باشگاه‌های اروپا ۷۷–۱۹۷۶ لیورپول انگلیس، جای خود را به بروسیا مونشن گلادباخ آلمان داد.[۱۴۱]
- قهرمان جام باشگاه‌های اروپا ۷۹–۱۹۷۸ ناتینگهام فارست انگلیس، جای خود را به مالمو سوئد داد.[۱۴۲]
- قهرمان لیگ قهرمانان اروپا ۹۳–۱۹۹۲ مارسی فرانسه، جای خود را به دلیل رسوایی رشوه در فوتبال فرانسه به آث میلان ایتالیا داد.[۱۴۳]

## قهرمانان
عملکرد باشگاه‌های مختلف در جداول زیر نشان داده شده است:

### بر پایه تیم
| باشگاه               | قهرمانی | نایب قهرمانی | سال قهرمانی      | سال نایب قهرمانی       |
| -------------------- | ------- | ------------ | ---------------- | ---------------------- |
| آث میلان             | ۳       | ۴            | ۱۹۶۹، ۱۹۸۹، ۱۹۹۰ | ۱۹۶۳، ۱۹۹۳، ۱۹۹۴، ۲۰۰۳ |
| پنیارول              | ۳       | ۲            | ۱۹۶۱، ۱۹۶۶، ۱۹۸۲ | ۱۹۶۰، ۱۹۸۷             |
| رئال مادرید          | ۳       | ۲            | ۱۹۶۰، ۱۹۹۸، ۲۰۰۲ | ۱۹۶۶، ۲۰۰۰             |
| بوکا جونیورز         | ۳       | ۱            | ۱۹۷۷، ۲۰۰۰، ۲۰۰۳ | ۲۰۰۱                   |
| ناسیونال             | ۳       | —            | ۱۹۷۱، ۱۹۸۰، ۱۹۸۸ | —                      |
| ایندپندینته          | ۲       | ۴            | ۱۹۷۳، ۱۹۸۴       | ۱۹۶۴، ۱۹۶۵، ۱۹۷۲، ۱۹۷۴ |
| یوونتوس              | ۲       | ۱            | ۱۹۸۵، ۱۹۹۶       | ۱۹۷۳                   |
| سانتوس               | ۲       | —            | ۱۹۶۲، ۱۹۶۳       | —                      |
| اینتر میلان          | ۲       | —            | ۱۹۶۴، ۱۹۶۵       | —                      |
| سائوپائولو           | ۲       | —            | ۱۹۹۲، ۱۹۹۳       | —                      |
| آژاکس                | ۲       | —            | ۱۹۷۲، ۱۹۹۵       | —                      |
| بایرن مونیخ          | ۲       | —            | ۱۹۷۶، ۲۰۰۱       | —                      |
| پورتو                | ۲       | —            | ۱۹۸۷، ۲۰۰۴       | —                      |
| استودیانتس           | ۱       | ۲            | ۱۹۶۸             | ۱۹۶۹، ۱۹۷۰             |
| الیمپیا              | ۱       | ۲            | ۱۹۷۹             | ۱۹۹۰، ۲۰۰۲             |
| گرمیو                | ۱       | ۱            | ۱۹۸۳             | ۱۹۹۵                   |
| ریور پلاته           | ۱       | ۱            | ۱۹۸۶             | ۱۹۹۶                   |
| منچستر یونایتد       | ۱       | ۱            | ۱۹۹۹             | ۱۹۶۸                   |
| راسینگ               | ۱       | —            | ۱۹۶۷             | —                      |
| فاینورد              | ۱       | —            | ۱۹۷۰             | —                      |
| اتلتیکو مادرید       | ۱       | —            | ۱۹۷۴             | —                      |
| فلامینگو             | ۱       | —            | ۱۹۸۱             | —                      |
| ستاره سرخ بلگراد     | ۱       | —            | ۱۹۹۱             | —                      |
| ولز سارسفیلد         | ۱       | —            | ۱۹۹۴             | —                      |
| بروسیا دورتموند      | ۱       | —            | ۱۹۹۷             | —                      |
| بنفیکا               | —       | ۲            | —                | ۱۹۶۱، ۱۹۶۲             |
| لیورپول              | —       | ۲            | —                | ۱۹۸۱، ۱۹۸۴             |
| کروزیرو              | —       | ۲            | —                | ۱۹۷۶، ۱۹۷۷             |
| سلتیک                | —       | ۱            | —                | ۱۹۶۷                   |
| پاناتینایکوس         | —       | ۱            | —                | ۱۹۷۱                   |
| بروسیا مونشن گلادباخ | —       | ۱            | —                | ۱۹۷۷                   |
| مالمو                | —       | ۱            | —                | ۱۹۷۹                   |
| ناتینگهام فارست      | —       | ۱            | —                | ۱۹۸۰                   |
| استون ویلا           | —       | ۱            | —                | ۱۹۸۲                   |
| هامبورگ              | —       | ۱            | —                | ۱۹۸۳                   |
| آرژانتینوس جونیورز   | —       | ۱            | —                | ۱۹۸۵                   |
| استوا بخارست         | —       | ۱            | —                | ۱۹۸۶                   |
| آیندهوون             | —       | ۱            | —                | ۱۹۸۸                   |
| اتلتیکو ناسیونال     | —       | ۱            | —                | ۱۹۸۹                   |
| کولو-کولو            | —       | ۱            | —                | ۱۹۹۱                   |
| بارسلونا             | —       | ۱            | —                | ۱۹۹۲                   |
| واسکو دوگاما         | —       | ۱            | —                | ۱۹۹۸                   |
| پالمیراس             | —       | ۱            | —                | ۱۹۹۹                   |
| اونس کالداس          | —       | ۱            | —                | ۲۰۰۴                   |

### بر پایه کشور
| کشور     | قهرمانی | نایب قهرمانی | تیم‌های قهرمان                                                           | سال                                                    |
| -------- | ------- | ------------ | ----------------------------------------------------------------------- | ------------------------------------------------------ |
| آرژانتین | ۹       | ۹            | بوکا جونیورز، ایندپندینته، استودیانتس، ریور پلاته، راسینگ، ولز سارسفیلد | (۱۹۶۷، ۱۹۶۸، ۱۹۷۳، ۱۹۷۷، ۱۹۸۴، ۱۹۸۶، ۱۹۹۴، ۲۰۰۰، ۲۰۰۳) |
| ایتالیا  | ۷       | ۵            | آث میلان، یوونتوس، اینتر میلان                                          | (۱۹۶۴، ۱۹۶۵، ۱۹۶۹، ۱۹۸۵، ۱۹۸۹، ۱۹۹۰، ۱۹۹۶)             |
| برزیل    | ۶       | ۵            | سانتوس، سائوپائولو، گرمیو، فلامینگو                                     | (۱۹۶۲، ۱۹۶۳، ۱۹۸۱، ۱۹۸۳، ۱۹۹۲، ۱۹۹۳)                   |
| اروگوئه  | ۶       | ۲            | پنیارول، ناسیونال                                                       | (۱۹۶۱، ۱۹۶۶، ۱۹۷۱، ۱۹۸۰، ۱۹۸۲، ۱۹۸۸)                   |
| اسپانیا  | ۴       | ۳            | رئال مادرید، اتلتیکو مادرید                                             | (۱۹۶۰، ۱۹۷۴، ۱۹۹۸، ۲۰۰۲)                               |
| آلمان    | ۳       | ۲            | بایرن مونیخ، بروسیا دورتموند                                            | (۱۹۷۶، ۱۹۹۷، ۲۰۰۱)                                     |
| هلند     | ۳       | ۱            | آژاکس، فاینورد                                                          | (۱۹۷۰، ۱۹۷۲، ۱۹۹۵)                                     |
| پرتغال   | ۲       | ۲            | پورتو                                                                   | (۱۹۸۷، ۲۰۰۴)                                           |
| انگلستان | ۱       | ۵            | منچستر یونایتد                                                          | (۱۹۹۹)                                                 |
| پاراگوئه | ۱       | ۲            | الیمپیا                                                                 | (۱۹۷۹)                                                 |
| یوگسلاوی | ۱       | —            | ستاره سرخ بلگراد                                                        | (۱۹۹۱)                                                 |
| کلمبیا   | —       | ۲            | —                                                                       | —                                                      |
| اسکاتلند | —       | ۱            | —                                                                       | —                                                      |
| یونان    | —       | ۱            | —                                                                       | —                                                      |
| سوئد     | —       | ۱            | —                                                                       | —                                                      |
| رومانی   | —       | ۱            | —                                                                       | —                                                      |
| شیلی     | —       | ۱            | —                                                                       | —                                                      |

### بر پایه قاره
| قاره          | کنفدراسیون | قهرمانی | نایب قهرمانی | تیم‌های قهرمان | کشورهای قهرمان |
| ------------- | ---------- | ------- | ------------ | ------------- | -------------- |
| آمریکای جنوبی | کونمبول    | ۲۲      | ۲۱           | ۱۳            | ۴              |
| اروپا         | یوفا       | ۲۱      | ۲۲           | ۱۲            | ۷              |

نکته: بعد از اتفاقاتی که در جام بین قاره‌ای ۱۹۶۹ افتاد، قهرمان‌های جام باشگاه‌های اروپا از بازی کردن در این تورنمنت خودداری کردند و جایشان را به نایب قهرمانان جام باشگاه‌ها دادند. تیم‌های نایب قهرمان در ۵ دوره به‌جای تیم‌های قهرمان بازی کردند. ۲ دوره از مسابقات هم به دلیل انصراف هردو تیم قهرمان و نایب قهرمان لغو شد.

## بهترین گلزنان تمام ادوار

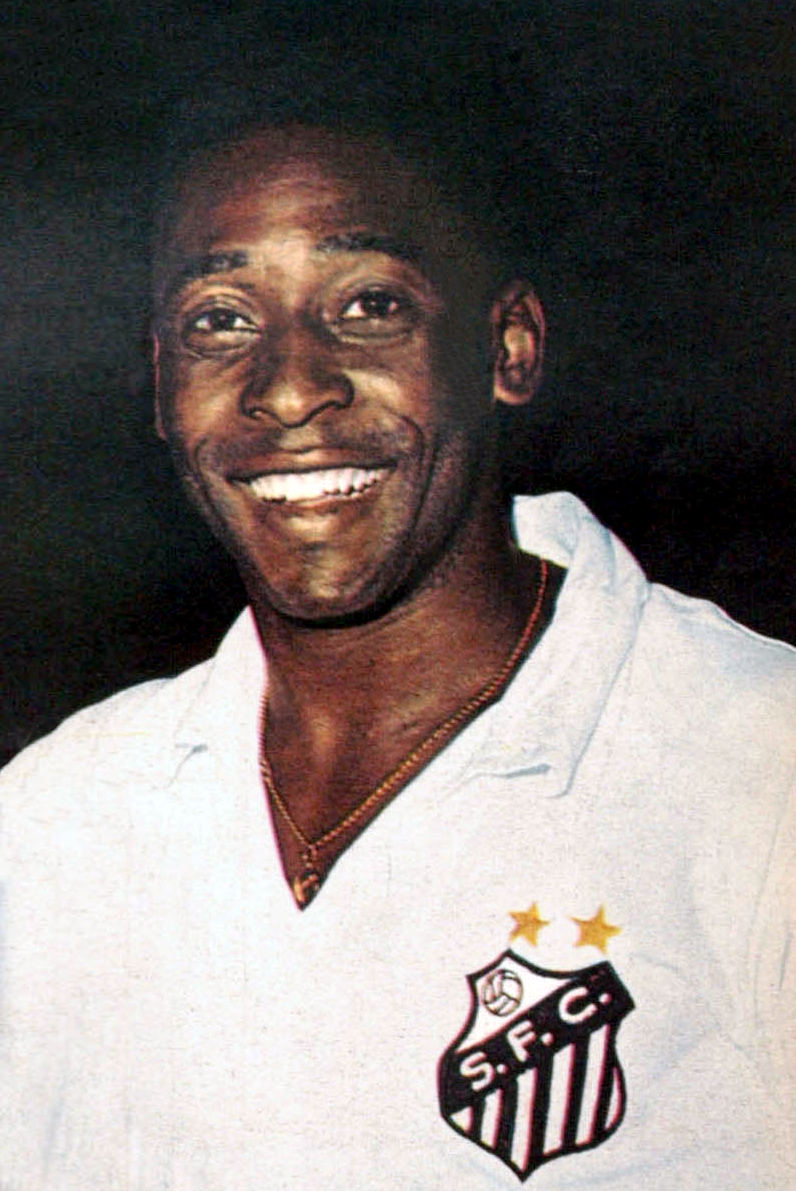
پله بهترین گلزن تمامی ادوار جام بین قاره‌ای است. او موفق شده تا در ۳ بازی، ۷ گل را به ثمر برساند؛ از جمله یک هتریک در برابر بنفیکا

پله با زدن ۷ گل در سه بازی، بهترین گلزن تاریخ این رقابت‌ها است. او در سال ۱۹۶۲ مقابل بنفیکا پرتغال ۵ گل به ثمر رساند از جمله یک هتریک در بازی برگشت در لیسبون که تنها هتریک در تاریخ این رقابت‌ها بود. او در سال ۱۹۶۳ نیز دو بار مقابل آث میلان گلزنی کرد.
فقط ۶ بازیکن بیشتر از ۳ گل در این تورنمنت ثبت کرده‌اند.
| بازیکن        | باشگاه      | گل | بازی | سال              |
| ------------- | ----------- | -- | ---- | ---------------- |
| پله           | سانتوس      | ۷  | ۳    | ۱۹۶۲، ۱۹۶۳       |
| آلبرتو اسپنسر | پنیارول     | ۶  | ۶    | ۱۹۶۰، ۱۹۶۱، ۱۹۶۶ |
| لوئیس آرتیمه  | ناسیونال    | ۳  | ۲    | ۱۹۷۱             |
| خوزه ساسیا    | پنیارول     | ۳  | ۳    | ۱۹۶۱             |
| سانتاسا       | بنفیکا      | ۳  | ۴    | ۱۹۶۱، ۱۹۶۲       |
| ساندرو مازولا | اینتر میلان | ۳  | ۴    | ۱۹۶۴، ۱۹۶۵       |

## هتریک‌ها
پله تنها بازیکن تاریخ این رقابت است که موفق شده است هتریک کند.
| بازیکن | کشور  | باشگاه | حریف   | گل | زمان گل       | نتیجه | تورنمنت             | دور       | تاریخ         |
| ------ | ----- | ------ | ------ | -- | ------------- | ----- | ------------------- | --------- | ------------- |
| پله    | برزیل | سانتوس | بنفیکا | ۳  | ۱۵'، ۲۵'، ۶۴' | ۵–۲   | جام بین قاره‌ای ۱۹۶۲ | دور برگشت | ۱۱ اکتبر ۱۹۶۲ |

## بهترین بازیکن
بهترین بازیکن مسابقه از سال ۱۹۸۰ انتخاب شد. در این لیست نام برندگان آمده است.
| سال  | بازیکن             | باشگاه           |
| ---- | ------------------ | ---------------- |
| ۱۹۸۰ | والدمار ویکتورینو  | ناسیونال         |
| ۱۹۸۱ | زیکو               | فلامنیگو         |
| ۱۹۸۲ | ژایر               | پنیارول          |
| ۱۹۸۳ | ریناتو گوچو        | گرمیو            |
| ۱۹۸۴ | خوزه پرکودانی      | ایندپندینته      |
| ۱۹۸۵ | میشل پلاتینی       | یوونتوس          |
| ۱۹۸۶ | آنتونیو آلزامندی   | ریور پلاته       |
| ۱۹۸۷ | رابح ماجر          | پورتو            |
| ۱۹۸۸ | سانتیاگو اوستولازا | ناسیونال         |
| ۱۹۸۹ | آلبریگو اوانی      | آث میلان         |
| ۱۹۹۰ | فرانک ریکارد       | آث میلان         |
| ۱۹۹۱ | ولادیمیر جوگوویچ   | ستاره سرخ بلگراد |
| ۱۹۹۲ | رای                | سائوپائولو       |
| ۱۹۹۳ | تونینیو کیروزو     | سائوپائولو       |
| ۱۹۹۴ | عمر اسد            | ولز سارسفیلد     |
| ۱۹۹۵ | دنی بلیند          | آژاکس            |
| ۱۹۹۶ | آلساندرو دل‌پیرو    | یوونتوس          |
| ۱۹۹۷ | اندریاس مولر       | بروسیا دورتموند  |
| ۱۹۹۸ | رائول              | رئال مادرید      |
| ۱۹۹۹ | رایان گیگز         | منچستر یونایتد   |
| ۲۰۰۰ | مارتین پالرمو      | بوکا جونیورز     |
| ۲۰۰۱ | ساموئل کافور       | بایرن مونیخ      |
| ۲۰۰۲ | رونالدو            | رئال مادرید      |
| ۲۰۰۳ | ماتیاس دونیت       | بوکا جونیورز     |
| ۲۰۰۴ | مانیش              | پورتو            |